# ダンロップ・スリクソン福島オープン
ダンロップ・スリクソン福島オープン（ダンロップ・スリクソンふくしまオープン）とは2014年から始まった日本ゴルフツアー機構（JGTO）公認の男子プロゴルフトーナメントの一つで、福島県西白河郡西郷村のグランディ那須白河ゴルフクラブを舞台にして行われる。2021年現在、賞金総額5000万円、優勝賞金1000万円。

## 概要
1995年から2013年まで福島県プロゴルフ会、福島中央テレビ（中テレ）などで構成する実行委員会によって開催されてきた「福島オープンゴルフ」に、2014年から住友ゴム工業とJGTOが主催者として加わり、男子ツアー公認試合として行われることになった。名称に入っている「スリクソン」はダンロップのスポーツブランドの一つである。
東北地方での男子ツアーは2007年まで宮城県で開催されていたJCBクラシック以来、7年ぶりの復活となる。
2022年よりツアートーナメント大会から、ABEMAツアー開催に変更され、「ダンロップフェニックストーナメントチャレンジinふくしま」として開催される。
大会の舞台であるグランディ那須白河ゴルフクラブは、JLPGAツアー「リゾートトラストレディス」の2005年から2007年までのコースとして知られている。

## 歴代優勝者
| 開催回 | 開催年 | 優勝者名                               | スコア                                 | 備考                                                                                 |
| ------ | ------ | -------------------------------------- | -------------------------------------- | ------------------------------------------------------------------------------------ |
| 第1回  | 2014年 | 小平智                                 | -16                                    | 2日目が雷雨のためサスペンデッド、3日目も雷雲接近により約3時間中断した。              |
| 第2回  | 2015年 | プラヤド・マークセン                   | -24                                    |                                                                                      |
| 第3回  | 2016年 | 時松隆光                               | -25                                    | チャレンジトーナメント優勝の資格で出場しそのままレギュラーツアーを制した初のケース。 |
| 第4回  | 2017年 | 宮本勝昌                               | -22                                    | 最終日に大会コースレコードタイを記録して逆転優勝。                                   |
| 第5回  | 2018年 | 秋吉翔太                               | -20                                    |                                                                                      |
| 第6回  | 2019年 | 星野陸也                               | -20                                    | 最終日が降雨によるコースコンディション不良のため中止。54ホールに短縮。               |
| 第7回  | 2020年 | 新型コロナウイルス感染拡大の影響で中止 | 新型コロナウイルス感染拡大の影響で中止 | 新型コロナウイルス感染拡大の影響で中止                                               |
| 第8回  | 2021年 | 木下稜介                               | -25                                    | 時松隆光とのプレーオフを制す。                                                       |

## テレビ放送
福島中央テレビで3日目・最終日の模様を実況生中継する。
その他、日本テレビホールディングス傘下のCS放送「日テレジータス」と「日テレNEWS24」でも中継を実施。日テレジータスではその日の1番ホール生中継と、後半4ホールの録画中継。また日テレNEWS24では後半4ホールの生中継を行う（後半4ホールの放送内容はFCTが福島県内向けに放送するものと同内容。CMは挿入されない）。また2016年以降は最終日の模様をBS日テレでも録画放送されている。